# Азербайджано-нигерские отношения
Азербайджа́нско-ни́герские отноше́ния — двусторонние дипломатические отношения между Азербайджанской Республикой и Республикой Нигер.

## Общая характеристика стран
|                                         | Азербайджан           | Нигер                 |
| --------------------------------------- | --------------------- | --------------------- |
| Площадь (км²)                           | 86 600                | 1 267 000             |
| Столица                                 | Баку                  | Ниамей                |
| Население (чел.)                        | 10 197 000            | 22 928 000            |
| Государственное устройство              | унитарное государство | унитарное государство |
| Объём ВВП (номинал) (млрд долл.)        | 48                    | 12,9                  |
| Численность вооружённых сил             | 66 950                | 5300                  |
| Военный бюджет (млрд долл.)             | 2,27                  | 0,202                 |
| Добыча нефти (млн т/год)                | 35,1                  | —                     |
| Производство электроэнергии (кВт·ч/год) | 22,8                  | —                     |

## История
10 октября 1985 года между странами был подписан протокол об установлении дипломатических отношений.
23—26 октября 2019 года, в рамках 18-го саммита Движения неприсоединения, проходившего в Баку, глава Министерства иностранных дел, сотрудничества и африканской интеграции Республики Нигер Калла Анкурао посетил Азербайджан со своей делегацией, которая была принята министром иностранных дел Азербайджана Эльмаром Маггерам оглы Мамедъяровым.
5 марта 2020 года, в ответ на обращение Нигера в Организацию исламского сотрудничества в связи с напряжённой социально-экономической ситуацией в африканском регионе, по распоряжению президента Азербайджана Ильхама Гейдар оглы Алиева, кабинет министров Азербайджана выделил 100 тысяч долларов для поддержки преобразования офиса Организации исламского сотрудничества по гуманитарным вопросам в Нигере в региональное отделение Организации исламского сотрудничества.

## Членство в международных организациях
Азербайджан и Нигер совместно состоят во многих международных организациях. Ниже представлена таблица с датами вступления стран в эти организации.
|                          | Азербайджан | Нигер |
| ------------------------ | ----------- | ----- |
| ООН                      | 1992        | 1960  |
| МБРР                     | 1992        | 1963  |
| МВФ                      | 1992        | 1963  |
| ОИС                      | 1992        | 1969  |
| Движение неприсоединения | 2011        | 1973  |